# New Super Mario Bros. U
New Super Mario Bros. U (ニュー・スーパーマリオブラザーズ・U, Nyū Sūpā Mario Burazāzu Yū) est un jeu vidéo de plates-formes développé et édité par Nintendo sur Wii U. Le jeu est sorti lors du lancement de la Wii U, en novembre 2012 en Amérique du Nord et en Europe, et en décembre 2012 au Japon. Une campagne additionnelle titrée New Super Luigi U est sortie en version téléchargeable sur le Nintendo eShop le 20 juin 2013 et en version standalone en boîte le 26 juillet pour une durée limitée.
Un portage intitulé New Super Mario Bros. U Deluxe est sorti le 11 janvier 2019 sur Nintendo Switch.
Dans les jeux Super Mario Maker et Super Mario Maker 2, il est possible de créer ses propres niveaux avec le style New Super Mario Bros. U.

## Histoire
Lors d'une journée de fête, tout se passe bien. Mais soudainement Bowser, Bowser Jr. et les Koopalings arrivent avec leurs bateaux volants au château de Peach et expulsent Mario, Luigi, Toad bleu ou Toadette et Toad jaune loin de celui-ci. Ils gardent Peach prisonnière. Mario et ses amis vont devoir retourner au château et sauver la princesse. Bowser a plus d'un tour dans son sac, et pour compliquer le trajet du plombier, il poste aux tours de mi-monde Boom Boom qui avait fait son apparition dans Super Mario Bros. 3, puis remis au gout du jour en tant que boss des bateaux volants de Super Mario 3D Land. Les aventuriers devront alors parcourir de nombreux obstacles pour déjouer les plans diaboliques de Bowser.

## Système de jeu

### Généralités
Le jeu s'inscrit dans la lignée des New Super Mario Bros.. Les niveaux se parcourent de gauche à droite et finir le niveau s'effectuera en sautant sur le drapeau de fin. Certains niveaux ont deux sorties qui mènent à différentes zones sur la carte. Contrairement aux anciens épisodes de la série New Super Mario Bros., cette édition dispose d'une seule et unique carte contenant tous les mondes et les niveaux, rappelant ainsi Super Mario World. Les Miis sont jouables dans le Mode Mii (Défis, Ruée vers l'or et Course aux pièces), mais pas durant l'aventure principale.
Une des nouveautés est la possibilité de jouer jusqu'à cinq joueurs. En effet, quatre joueurs utilisent les Wiimotes afin de contrôler les différents personnages, tandis qu'une cinquième personne utilise le Wii U GamePad afin d'aider les autres joueurs notamment en posant de nouvelles plateformes.
De plus, un lapin nommé Carottin (ou Chipin au Québec et Nabbit en anglais) fait parfois son apparition afin de voler des sacs à Toad. Il est alors possible de partir à sa poursuite afin d'obtenir un Champi-Gland P, qui permet de voler pendant un niveau entier,.
Le mode course aux pièces dispose de niveaux personnalisables, avec notamment la possibilité de placer où l'on veut les pièces.

### Modes de jeu
En plus du mode aventure classique, de nombreux modes de jeu sont disponibles. Il y a quatre modes solos:
- Le mode Collecte de pièces où le but est de parcourir un niveau en ramassant le plus de pièces, mais plus vous avez de pièces, plus le défilement automatique du niveau est important[6].
- Un mode Contre-la-montre où le joueur doit terminer un niveau le plus rapidement possible[3].
- Un mode Rally 1-Up où le joueur doit relever des défis comme obtenir le maximum de vies en rebondissant sur des ennemis sans jamais toucher le sol[7].
- Un mode Spécial dans lequel il y a différents défis[3].

Il y a également un mode Ruée vers l'Or jouable à cinq joueurs, un avec le GamePad et les autres avec des Wiimotes, ainsi qu'un mode Course aux pièces dans lequel cinq joueurs peuvent s'affronter afin d'obtenir le plus de pièces en fin de niveau.

### Transformations et montures
En plus des transformations déjà présentes dans New Super Mario Bros. Wii, deux nouveaux objets font leur apparition : le Super Gland et le Super Gland P. Les transformations en pingouin et hélicoptère de l'opus sur Wii sont uniquement présentes à partir du neuvième monde, la route de l'Étoile.
- Super Champignon : Un champignon rouge permettant aux héros de grandir. Ils peuvent casser des bloc de briques sous cette forme.
- Super Étoile : Une étoile rendant un héros invincible durant un temps limité.
- Mini Champignon : Un petit champignon bleu qui donne aux héros une taille minuscule. Ils peuvent sauter plus haut, courir sur l'eau, passer dans des passages étroits et également courir sur les murs, mais perdront une vie au moindre contact.
- Fleur de Glace : Une fleur bleue permettant aux héros de lancer des boules de glaces pour geler les ennemis.
- Fleur de Feu : Une fleur rouge et jaune permettant aux héros de lancer des boules de feu (Les boules de feu sont inefficaces sur les Skelerex et les Bruyinsecte)
- Champignon Gland : Un champignon rouge et jaune à l'allure d'un gland qui offre aux héros un costume d'écureuil volant. Ils peuvent planer, se propulser dans les airs ou s'accrocher aux murs.
- Champignon Gland P : Ce champignon peut être obtenu en battant Carottin. Il permet de se propulser dans les airs à volonté avant de retomber, afin de survoler le niveau. Devient comme un simple Champignon Gland après avoir fini un niveau.
- Costume Pingouin : Un costume de Pingouin permettant aux héros de glisser sur le ventre s'ils courent pendant quelques secondes, de nager dans toutes les directions et également de lancer des boules de glaces (uniquement dans le mode Challenge). Il peut également être débloqué dans les maisons de Toad de la route de l'étoile.
- Champignon Hélice : Disponible uniquement à la fin de l'aventure, dans les maisons de Toad de la route de l'étoile. Il permet de s'envoler très haut.

Les Yoshi sont de retour. En plus du Yoshi vert classique qu'il est possible de chevaucher, d'autres font leur apparition : le bébé Yoshi doré qui illumine dans le noir et qui permet d’éblouir les ennemis, repris de Super Mario Galaxy 2 ; le bébé Yoshi magenta qui gonfle comme un ballon et sert à flotter, et le bébé Yoshi bleu qui crache des bulles de savon et enferme ses ennemis dedans, les transformant en pièces ou en objets. Excepté les dorés, ces bébés Yoshi sont a récupérer à la carte.

## Développement
Le développement du jeu a débuté après la sortie de New Super Mario Bros. Wii en novembre 2009, avec Masataka Takemoto en tant que directeur. Shigeyuki Asuke, directeur des deux précédents jeux sur Nintendo DS et Wii, est responsable du planning du mode défi. Le développement du jeu s'est effectué en parallèle à celui de New Super Mario Bros. 2, ce qui a poussé l'équipe de développement à trouver de nouvelles idées pour satisfaire les joueurs. Les premiers stages sont créés à partir d'éléments du jeu Wii alors que le matériel de développement de la Wii U n'existait pas. Alors qu'elle réfléchit à la façon d'introduire de nouveaux mécanismes de jeu, l'équipe reçoit le matériel de développement. Deux aspects attirent l'attention des développeurs : la haute définition et le GamePad de la console. Les graphismes en HD permettent de rendre les éléments du jeu et du décor plus perceptible, comme le clignement des yeux de Mario ou les ombres des boules de feu, tandis que le GamePad peut être utilisé pour proposer de nouveaux éléments de jeu.
Rapidement, Takemoto, avec des conseils de Takashi Tezuka et Hiroyuki Kimura, explore la possibilité de jouer jusqu'à quatre joueurs avec un joueur supplémentaire qui utiliserait l'écran tactile du GamePad pour positionner plusieurs éléments dans le jeu. Le but est de permettre à un joueur de rejoindre directement la partie de façon intuitive. Le système de blocs à placer dans le jeu peut être utilisé pour aider les autres joueurs, pour faciliter l'accès au jeu aux débutants, mais également pour leur poser problème ou leur tendre des pièges. Les différents mondes et niveaux du jeu sont reliés entre eux sur une grande carte à l'instar de Super Mario World. Cette dernière est connectée à Miiverse et affiche des commentaires d'autres joueurs pour partager son expérience sur chaque niveau.
Un mode Défi a été créé pour permettre de nouvelles façons de jouer dans les niveaux, avec différents objectifs comme des courses contre-la-montre ou la récupération de vies. Ces défis sont de difficultés variables pour permettre à tout le monde d'y jouer. Le mode Ruée vers l'or a été pensé pour avoir un mode libre mais avec des objectifs différents du mode Aventure. Dans ces modes de jeu, le joueur a la possibilité d'utiliser les Mii.
Une première version du jeu nommée New Super Mario Bros. Mii a été annoncée lors de l'E3 2011 en tant que démo technique de la Wii U. Le jeu a ensuite été présenté officiellement sous le nom New Super Mario Bros. U lors de l'E3 2012. Lors d'une conférence européenne, Nintendo a annoncé que New Super Mario Bros. U serait l'un des jeux disponibles lors du lancement de la Wii U dans chaque région.
Seule la musique des niveaux de plaines et de l'"athletic" est différente dans cet épisode, toutes les autres musiques sont les mêmes que dans les épisodes précédents.

## Accueil

### Ventes
Au 31 décembre 2012, le jeu s'est écoulé à plus de 2,01 millions d'exemplaires. Au 30 septembre 2020, les ventes s'élèvent à 5,81 millions d'exemplaires.
En avril 2016, New Super Mario Bros. U est réédité avec New Super Luigi U dans la gamme Nintendo Selects réunissant plusieurs des grands succès de chacune des consoles Wii U et Nintendo 3DS et vendus à un prix réduit.

### Récompenses
Le jeu a été élu meilleur jeu Wii/Wii U lors des Spike Video Game Awards 2012.

## Postérité

### New Super Luigi U
New Super Luigi U est une campagne additionnelle de New Super Mario Bros. U, annoncé en novembre 2012.
Le jeu marque l'absence de Mario et propose une version revisitée des 82 niveaux du jeu original. Luigi saute plus haut et a une plus grande inertie. En multijoueur, il est possible de contrôler le personnage de Carottin, qui ne peut pas se transformer mais est invulnérable aux dégâts infligés par les ennemis. Les niveaux durent 100 secondes et ne contiennent pas de checkpoint, chaque niveau possède un clin d'œil à Luigi. Les boss restent les mêmes que ceux du jeu de base. Les objets sont également les mêmes, hormis que l'on retrouve les costumes pingouins et les champignons-hélice en cours du jeu (et pas que dans les maisons de Toad de la route de l'étoile).
Il est sorti en version téléchargeable sur le Nintendo eShop le 20 juin 2013, et en version standalone en boîte le 13 juillet au Japon, le 26 juillet en Europe et le 25 août en Amérique du Nord pour une durée limitée,.

### New Super Mario Bros. U Deluxe
Portage du jeu sur Nintendo Switch révélé lors du Nintendo Direct de septembre 2018 et sorti le 11 janvier 2019, New Super Mario Bros. U Deluxe inclut la totalité des niveaux de New Super Mario Bros. U et de New Super Luigi U.
Aux personnages jouables de l'opus précédents (Mario, Luigi, Carrotin et Toad) s'ajoute Toadette qui bénéficie d'une transformation exclusive, Peachette. Accessible par le biais d'une couronne spéciale, cette transformation donne à Toadette une apparence proche de la Princesse Peach et lui confère des pouvoirs facilitant le jeu, parmi lesquelles un saut supplémentaire en l'air, une vitesse de chute ralentie ou un saut automatique avant de chuter dans le vide afin d'empêcher une chute. En ce sens on peut rapprocher cet ajout à l'ajout de Funky Kong dans le portage Switch de Donkey Kong Country: Tropical Freeze, servant lui aussi d'outil pour faciliter le jeu et le rendre plus accessible . Cette transformation a donné lieu à un mème en septembre 2018, Bowsette, où les internautes se sont amusés à imaginer le résultat de l'utilisation de ce pouvoir par d'autres personnages, notamment Bowser.
Le mode de jeu « coup de pouce » qui mettait à profit le gamepad de la Wii U et son gameplay asymétrique a été retiré.
Au 30 septembre 2019, ce portage s’est vendu à 4,59 millions d’exemplaires.